# Milltown (Indiana)
Milltown – miasto w Stanach Zjednoczonych, w stanie Indiana, w hrabstwie Crawford.